# スペースクラフト・セメタリー
スペースクラフト・セメタリー（英語: spacecraft cemetery、宇宙機の墓場）とは、ニュージーランドのウェリントンから南東に3,900 kmの南太平洋海域を指す言葉である。世界の大洋において、陸地から最も離れている到達不能極（ポイント・ネモ）であるため、落下物による被害の可能性を最小化できる点から、宇宙機を落下させる場所として選ばれている。
落下させる宇宙機は、制御可能な状態で廃棄される人工衛星等で、墓場軌道に上げるより小さいΔv(速度変更)で落とすことができる比較的軌道が低い軌道で、軌道傾斜角から目標地点へ無理なく落とすことができる場合に選ばれる。
1971年から2016年までの間に、263機以上の宇宙機が降下している。内訳は、ロシアが190機以上、アメリカが52機、EU8機、日本6機となっている。

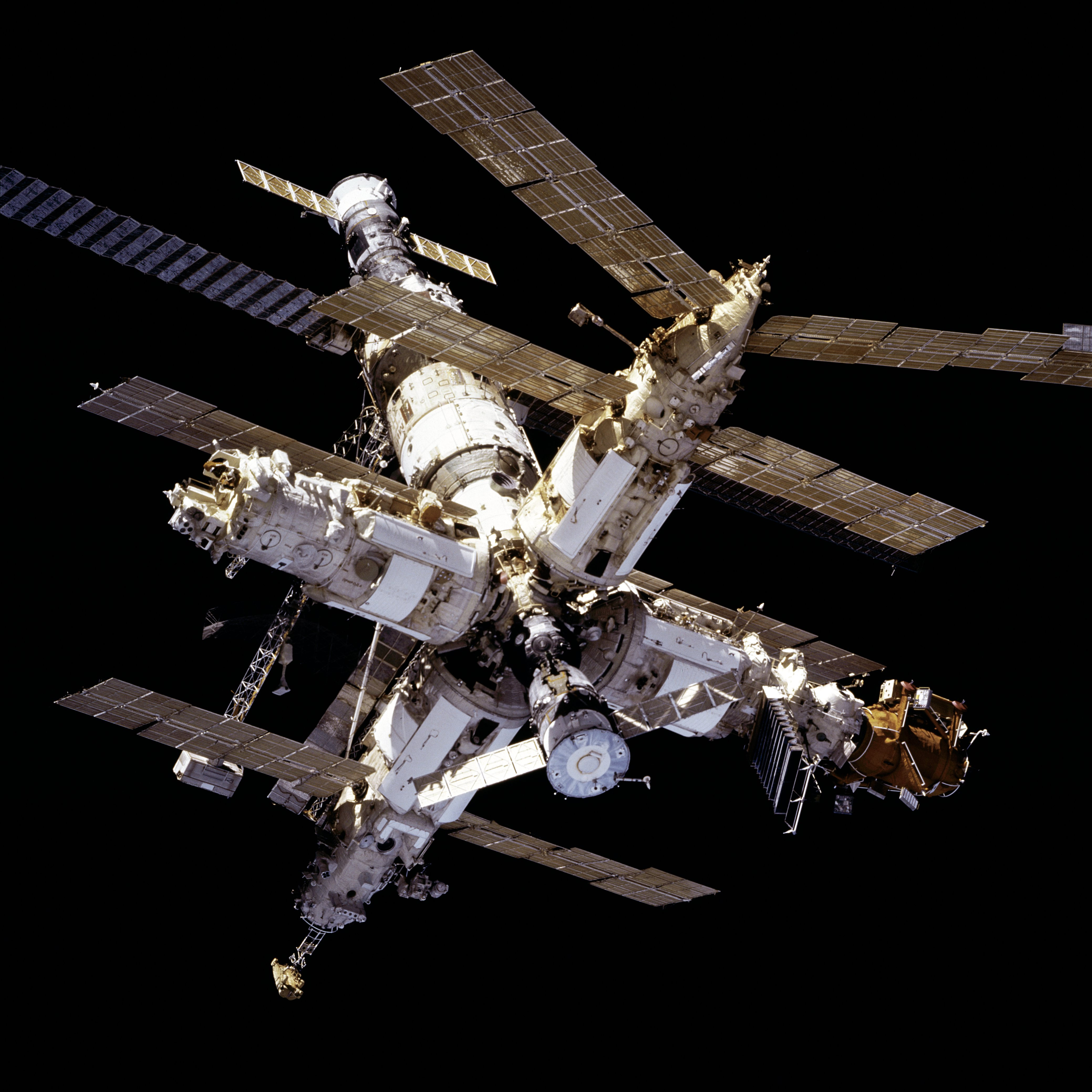
ソ連の宇宙ステーションミール(1998)は2001年に宇宙機の墓地に収容された。

## 注
1. ↑  “NZ spacecraft cemetery gets another skip from orbit” (英語) (2007年1月18日). 2008年10月11日時点のオリジナルよりアーカイブ。2009年2月11日閲覧。
2. ↑  こちらの英語は graveyard orbit であり、宇宙機用語としてはどちらのフレーズも「墓場」と訳すのが通例ではあるが、cemetery と微妙に異なるといえば異なる。
3. ↑  Shannon, Stirone (2016年6月13日). “This Is Where The International Space Station Will Go To Die” (英語).  ポピュラーサイエンス. 2021年2月14日閲覧。